# Gel

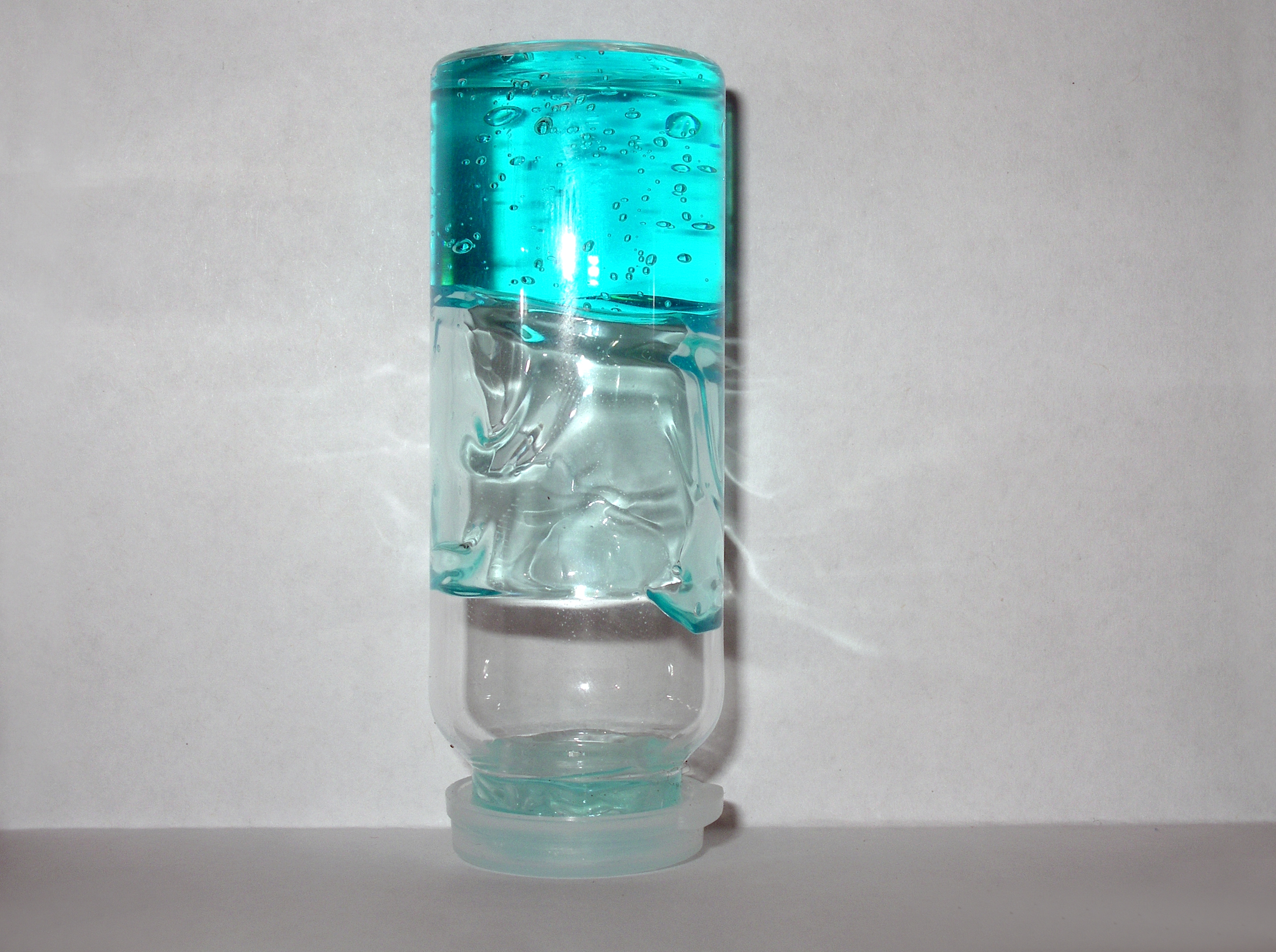
Haargel

Gel (uitspraak: dʒεɫ (dzjel) of ʒεɫ (zjel)) is een puddingachtige substantie met een hoge viscositeit, die zich gedeeltelijk gedraagt als een vloeistof en gedeeltelijk als een vaste stof. Een gel kan erg zacht zijn, zoals haargel, maar ook tamelijk hard, zoals kaas. Een gel is een voorbeeld van een zogeheten colloïdaal systeem.
De naam 'gel' is evenals het woord gelatine afkomstig van het Latijnse woord gelare (bevriezen).

## Structuur van een gel
Eenvoudige moleculaire stoffen kennen (onder normale omstandigheden) drie aggregatietoestanden: vast, vloeibaar en gasvormig. Bij met name materialen bestaande uit (mengsels van) macromoleculen (polymeren), komen ook andere verschijningsvormen voor, zoals een gel.
Gels zijn verdunde moleculaire structuren die plaatselijk aan elkaar plakken door intermoleculaire aantrekkingskrachten.
De moleculen in een gel zijn lang en met veel hoeken/haken.

## Toepassing van gels in het dagelijks leven
Lijm is een voorbeeld van een kunstmatige (of natuurlijke) gel. De op twee contactplaatsen aangebrachte lijm wordt samengebracht, waarna verdamping (opdrogen) plaatsvindt. De moleculen, die eerst nog in een oplosmiddel 'zweefden', raken tijdens het opdrogen hun oplosmiddel kwijt en haken in elkaar. De gel verandert in een vaste stof. 
Hetzelfde gebeurt met haargel. Het oplosmiddel verdampt en het haar blijft in dezelfde positie staan. Ook bij aanbrenging van huidgel verdampt het water in de gel en blijft het farmacon op de huid achter. Bij sommige gels blijft van de gelvormer zelf niets achter op de huid, bij andere gels ontstaat een xerogel: een vliesje op de huid.

## Voorbeelden
- Aerogel
- Hydrogel
- Sol-gel
- Organogel